# Tengkudak
Tengkudak is een bestuurslaag in het regentschap Tabanan van de provincie Bali, Indonesië. Tengkudak telt 2251 inwoners (volkstelling 2010).